# Interstate 235 (Iowa)
 (avril 2025).
Si vous disposez d'ouvrages ou d'articles de référence ou si vous connaissez des sites web de qualité traitant du thème abordé ici, merci de compléter l'article en donnant les références utiles à sa vérifiabilité et en les liant à la section « Notes et références ».
Pour les articles homonymes, voir I-235.
L'interstate 235 est une autoroute inter-États auxiliaire de l'interstate 35 ainsi que de l'interstate 80, les deux autoroutes formant un multiplex autour de la capitale de l'Iowa, Des Moines. Elle possède six voies sur toute sa longueur qui est de 14 miles.

## Description du Tracé

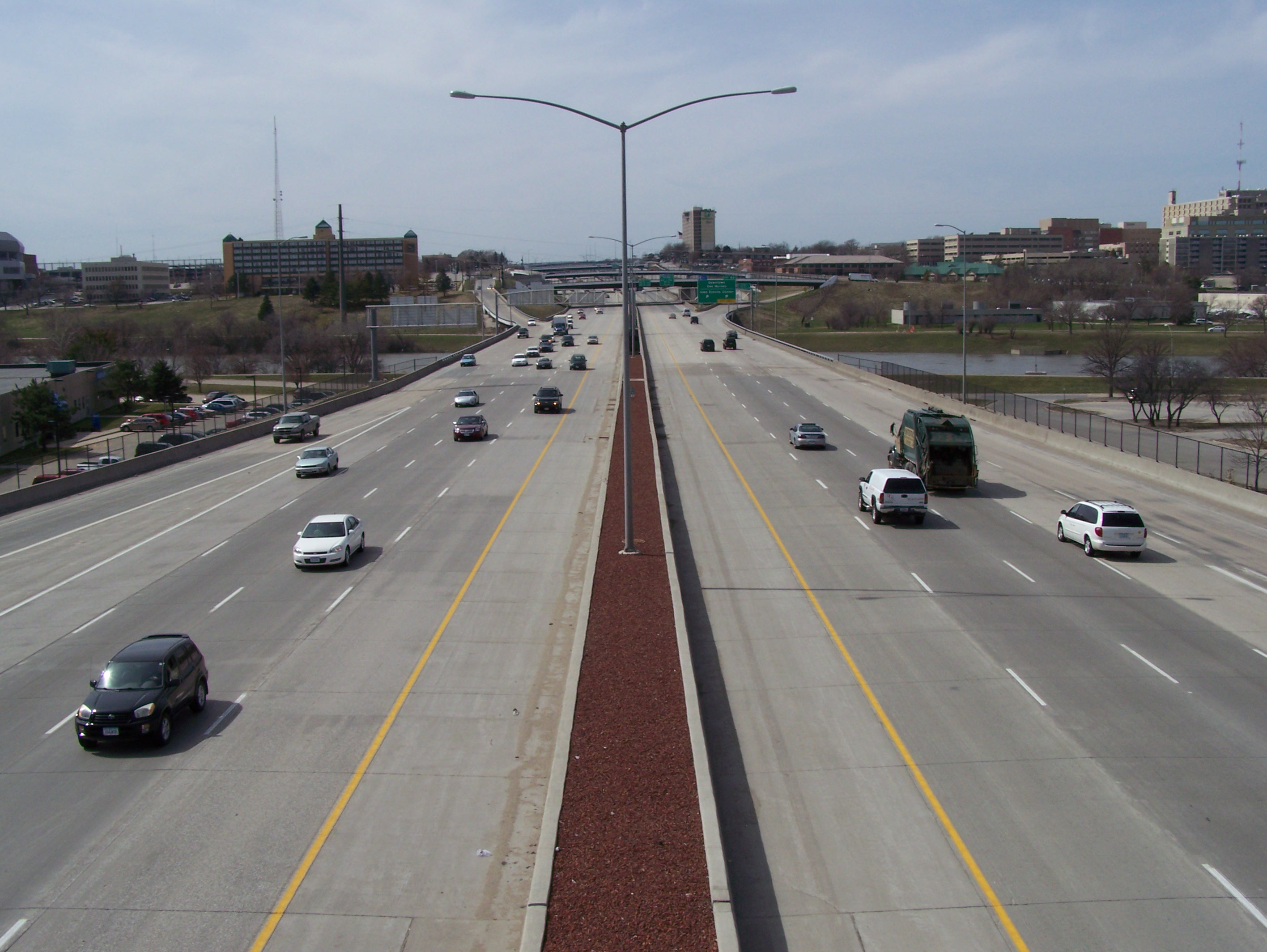
L'I-235 traversant la rivière Des Moines, au nord-est du centre-ville de Des Moines.

La 235 commence à West Des Moines, avec sa jonction avec l'I-35 en direction de Kansas City et de l'I-80 (multiplex I-35 / I-80 en direction de Omaha et de Minneapolis. L'I-235 se dirige ensuite vers l'est pour atteindre le centre-ville de Des Moines. Elle passe tout juste au nord du centre-ville, pour ensuite traverser la rivière Des Moines. Elle passe tout près du capitole de l'état et au mile 10, elle se dirige vers le nord pour encore une fois aller rejoindre l'interstate 35 et l'interstate 80 à Ankeny en direction de Minneapolis et de Davenport, sur la frontière de l'Iowa et de l'Illinois. La 235 est achalandée sur toute sa longueur.

## Liste des sorties
| Interstate 235    |                                        |       |       |        |                                                                                     |                                                                                           |
| Comté             | Municipalité                           | mi    | km    | Sortie | Intersections / Destinations                                                        | Notes                                                                                     |
| Polk              | West Des Moines                        | 0,00  | 0,00  | 123    | I-35 / I-80 – Council Bluffs, Kansas City, Minneapolis, Chicago                     | Numéro de sortie basé sur les numéros de l'I-80; sortie 123A de l'I-80                    |
| Polk              | West Des Moines                        | 0,58  | 0,93  | 1A     | 50th Street – West Des Moines                                                       | Sortie direction ouest, entrée direction est                                              |
| Polk              | West Des Moines                        | 1,32  | 2,12  | 1B     | Valley West Drive – West Des Moines                                                 |                                                                                           |
| Polk              | West Des Moines                        | 2,14  | 3,44  | 2      | 22nd Street – West Des Moines                                                       |                                                                                           |
| Polk              | Limite West Des Moines–Windsor Heights | 3,22  | 5,18  | 3      | 73rd Street nord / 8th Street sud – Windsor Heights, West Des Moines                |                                                                                           |
| Polk              | Limite Windsor Heights–Des Moines      | 3,83  | 6,16  | 4      | Iowa 28 (en) (63rd Street) – Windsor Heights                                        |                                                                                           |
| Polk              | Des Moines                             | 4,33  | 6,97  | 5A     | 56th Street                                                                         | Sortie direction ouest, entrée direction est                                              |
| Polk              | Des Moines                             | 5,34  | 8,60  | 5B     | 42nd Street – Centre d'Arts                                                         |                                                                                           |
| Polk              | Des Moines                             | 6,14  | 9,89  | 6      | 31st Street                                                                         |                                                                                           |
| Polk              | Des Moines                             | 7,05  | 11,35 | 7      | Martin Luther King Jr. Parkway, 19th Street, Keosauqua Way – Aéroport de Des Moines | Indiqué sortie 7A (MLK JR. Parkway / 19th Street) et 7B (Keo. Way) en direction est       |
| Polk              | Des Moines                             | 7,73  | 12,44 | 8A     | Centre-ville, Iowa Events Center                                                    | Accès à 2nd, 5th et 6th Avenue et 3rd et 7th Street                                       |
| Polk              | Des Moines                             | 8,72  | 14,03 | 8B     | E. 6th Street, Pennsylvania Avenue                                                  |                                                                                           |
| Polk              | Des Moines                             | 9,32  | 14,99 | 9      | US 69 (E. 14th Street sud / E. 15th Street nord)                                    |                                                                                           |
| Polk              | Des Moines                             | 10,07 | 16,21 | 10A    | Iowa 163 (en) (E. University Avenue) – Foire d'État de l'Iowa                       | Pas de sortie vers Iowa 163 ouest en direction est; entrée depuis Iowa 163 est vers I-235 |
| Polk              | Des Moines                             | 10,48 | 16,86 | 10B    | Easton Boulevard vers Iowa 163 (en) (E. University Avenue)                          | Sortie et entrée direction est seulement                                                  |
| Polk              | Des Moines                             | 11,24 | 18,09 | 11     | Guthrie Avenue                                                                      |                                                                                           |
| Polk              | Des Moines                             | 12,13 | 19,52 | 12     | US 6 (E. Euclid Avenue) – Grandview University                                      |                                                                                           |
|                   | Ankeny                                 | 13,81 | 22,23 | 137    | I-35 / I-80 – Davenport, Council Bluffs, Kansas City, Minneapolis                   | Numéro de sortie basé sur ceux de l'I-80; indiqué sortie 137A (est) et 137B (sud / ouest) |
| - Accès incomplet |                                        |       |       |        |                                                                                     |                                                                                           |

## Voir Aussi
- (en) Cet article est partiellement ou en totalité issu de l’article de Wikipédia en anglais intitulé « Interstate 235 (Iowa) » (voir la liste des auteurs).